# Renata Piszczek
Renata Piszczek (ur. 1969 w Krakowie) – była polska wspinaczka sportowa. Specjalizowała się we wspinaczce na czas oraz w boulderingu. Zdobywczyni Pucharu Świata w 1993 roku we wspinaczce na czas. Dwukrotna brązowa medalistka mistrzostw świata z 1993 oraz z 1995 roku we wspinaczce na czas.

## Kariera sportowa
W 1993 na 2. mistrzostwach świata w austriackim Innsbrucku zdobyła brązowy medal mistrzostw świata we wspinaczce sportowej w konkurencji w na czas, a w 1995 na kolejnych mistrzostwach w szwajcarskiej Genewie ponownie wywalczyła brązowy medal, w finale przegrała z Francuzkami Natalie Richer oraz z Cécile Avezou.
W 1999 roku na zawodach wspinaczkowych w San Francisco zdobyła złoty medal na 5 edycji X-Games.
Uczestniczka prestiżowych, elitarnych zawodów wspinaczkowych Rock Master we włoskim Arco, gdzie w 2001 roku zajęła 5. miejsce.

## Osiągnięcia

### Puchar Świata
| Konkurencje  | 1993 | 1998 | 1999 | 2000 |
| Wsp. na czas | 1    | 4    | 6    | 6    |

### Mistrzostwa świata
| Konkurencje  | 1993 | 1995 | 1997 | 1999 | 2001 | 2005 |
| Bouldering   | –    | –    | –    | –    | 6    | 4    |
| Prowadzenie  | 39   | 39   | 29   | 15   | –    | –    |
| Wsp. na czas | 3    | 3    | 5-8  | 5-8  | 8    | –    |

### Mistrzostwa Europy
| Konkurencje  | 1966  | 1968 | 2000  | 2004 |
| Bouldering   | –     | –    | –     | 6    |
| Prowadzenie  | 20-25 | 19   | 30-31 | –    |
| Wsp. na czas | 5-8   | 5-8  | 5     | –    |

### X-Games
| Konkurencje  | 1999 |
| Wsp. na czas | 1    |

### Rock Master
| Konkurencje  | 2001 |
| Wsp. na czas | 5    |